# Natalija Witrenko
Natalija Michajliwna Witrenko, ukr. Наталія Михайлівна Вітренко, ros. Наталья Михайловна Витренко (ur. 28 grudnia 1951 w Kijowie) – ukraińska polityk, przewodnicząca Postępowej Partii Socjalistycznej Ukrainy, deputowana, kandydatka w wyborach prezydenckich.

## Życiorys
Z wykształcenia ekonomistka, ukończyła Kijowski Instytut Gospodarki Narodowej. Pracowała w administracji centralnej, a w latach 1989–1994 w Narodowej Akademii Nauk Ukrainy. Działała w Komunistycznej Partii Ukrainy, następnie w Socjalistycznej Partii Ukrainy. W 1996 dokonała rozłamu w partii, tworząc Postępową Partię Socjalistyczną Ukrainy. W latach 1994–2002 sprawowała mandat deputowanej Rady Najwyższej Ukrainy, w 1999 i 2004 bezskutecznie ubiegała się o urząd prezydenta Ukrainy.
Stała się jednym z najbardziej prorosyjskich polityków na Ukrainie. Jej działania były wspierane przez organizacje antyzachodnie i prorosyjskie. Zadeklarowała się jako przeciwniczka współpracy Ukrainy z NATO, integracji z Unią Europejską, a także zwolenniczka współpracy w ramach Unii Euroazjatyckiej.
Pozostała na czele PSPU, która nie prowadziła aktywniejszej działalności. W marcu 2022, w trakcie inwazji Rosji na Ukrainę, działalność jej ugrupowania z uwagi na jego związki z Rosją została zakazana.